# Too Low for Zero
Too Low for Zero er det syttende studiealbum af den britiske sanger Elton John, udgivet i 1983. For første gang siden Blue Moves i 1976 blev alle teksterne skrevet af Bernie Taupin. Albummet blev produceret af Chris Thomas og indspillet i Montserrat og Hollywood fra september 1982 til januar 1983.
Elton John har også genforenet med sine tidligere medlemmer Dee Murray, Nigel Olsson og Davey Johnstone, og også Ray Cooper, Kiki Dee og Skaila Kanga. For første gangen siden A Single Man spillede John synthesizer foruden piano.
I USA blev albummet certificeret guld i januar 1984 og platin i oktober 1995 af Recording Industry Association of America.

## Sporliste
Alle sange er skrevet af Elton John og Bernie Taupin medmindre andet er angivet.
| #   | Titel                                       | Sangskriver(e)                             | Længde |
| --- | ------------------------------------------- | ------------------------------------------ | ------ |
| 1.  | "Cold as Christmas"                         |                                            | 4:19   |
| 2.  | "I'm Still Standing"                        |                                            | 3:02   |
| 3.  | "Too Low for Zero"                          |                                            | 5:46   |
| 4.  | "Religion"                                  |                                            | 4:05   |
| 5.  | "I Guess That's Why They Call It the Blues" | Elton John, Bernie Taupin, Davey Johnstone | 4:41   |
| 6.  | "Crystal"                                   |                                            | 5:05   |
| 7.  | "Kiss the Bride"                            |                                            | 4:22   |
| 8.  | "Whipping Boy"                              |                                            | 3:43   |
| 9.  | "Saint"                                     |                                            | 5:17   |
| 10. | "One More Arrow"                            |                                            | 3:34   |

## Musikere
- Elton John – keyboard, vokal
- Davey Johnstone – guitar, baggrundsvokal
- Dee Murray – basguitar, baggrundsvokal
- Nigel Olsson – trommer, baggrundsvokal
- Ray Cooper – percussion på "Cold as Christmas"
- Skaila Kanga – harpe på "Cold as Christmas"
- Kiki Dee – baggrundsvokal på "Cold as Christmas"
- Stevie Wonder – harmonika på "I Guess That's Why They Call It the Blues"

## Hitlister
| Hitliste (1983)                  | Placering |
| -------------------------------- | --------- |
| Australien (Kent Music Report)   | 2         |
| Canada (RPM Albums Chart)        | 17        |
| Nederlandene (MegaCharts)        | 28        |
| Frankrig (SNEP)                  | 11        |
| Japan (Oricon)                   | 71        |
| New Zealand (RIANZ)              | 2         |
| Norge (VG-lista)                 | 6         |
| Sverige (Sverigetopplistan)      | 30        |
| Schweiz (Schweizer Hitparade)    | 6         |
| Storbritannien (UK Albums Chart) | 7         |
| Tyskland (Media Control Charts)  | 5         |
| USA (Billboard 200)              | 25        |